# Tuffi

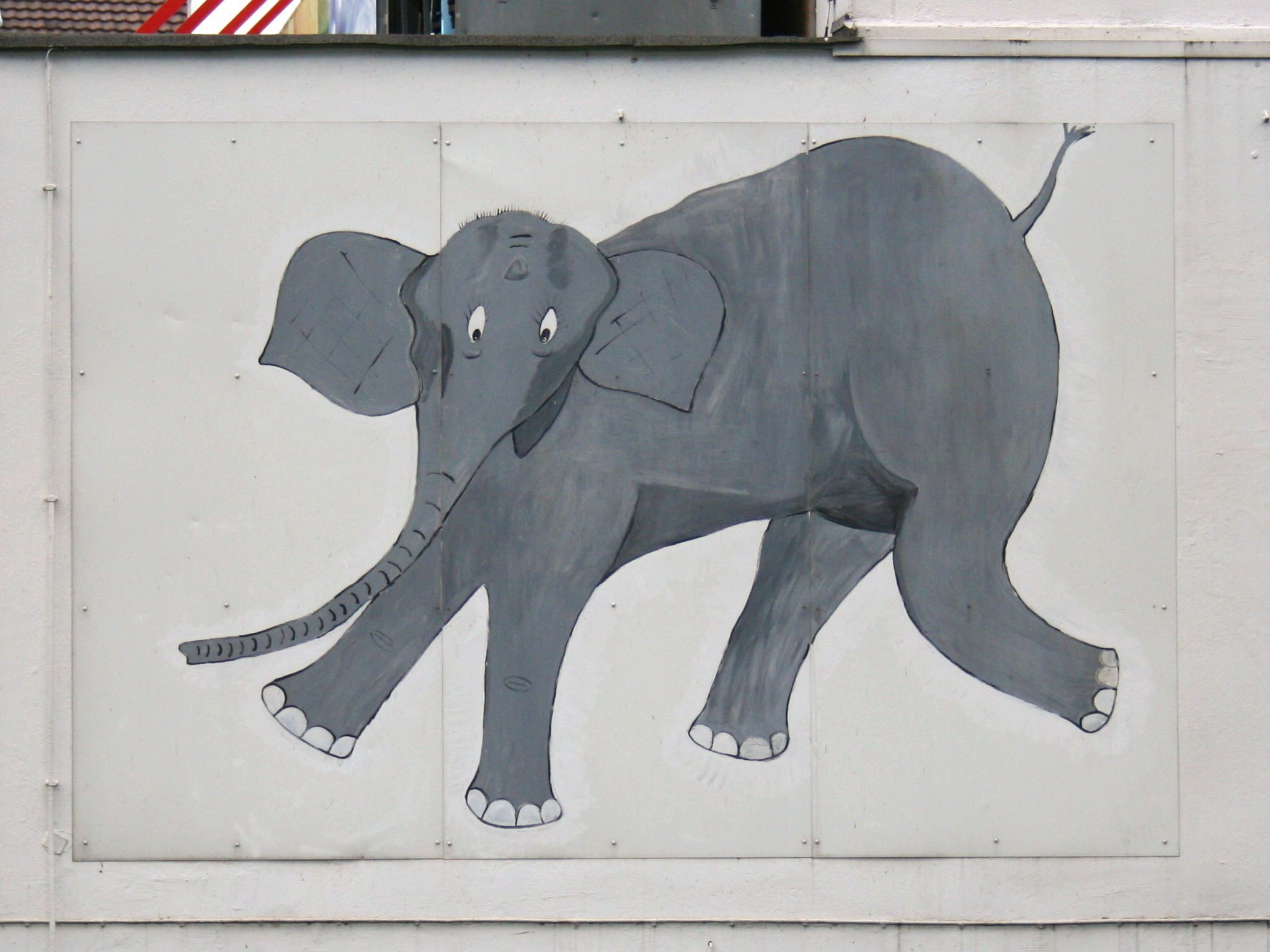
Tuffi

Tuffi (född 1946 i Indien, död 1989 i Paris, Frankrike) var en cirkuselefanthona som blev känd när hon den 21 juli 1950 hoppade ut ur en vagn på Schwebebahn i Wuppertal, Tyskland ner i floden Wupper. Meningen var att spårvagnsfärden skulle fungera som reklam för cirkus Franz Althoff men det stressade djuret hoppade ut genom ett fönster redan i första kurvan. Elefanten klarade sig oskadd och blev 43 år gammal.
Namnet Tuffi användes sedan som varumärke av Milchwerke Köln-Wuppertal, idag Campina.